# Daniel D. Tompkins
Daniel D. Tompkins (Scarsdale, 22 giugno 1774 – Tompkinsville, 11 giugno 1825) è stato un politico statunitense, membro del Partito Democratico-Repubblicano.
Fu governatore di New York dal 1807 al 1817 e il sesto vicepresidente degli Stati Uniti durante la presidenza di James Monroe dal 1817 al 1825 per entrambi i suoi mandati. Nato col solo nome Daniel, da ragazzo si aggiunse la lettera D. per distinguersi da un omonimo collega studente alla Columbia University e vi sono controversie se la D. stia per Decius o solo per la lettera in sé.
Morì tre mesi dopo aver completato il secondo e ultimo mandato di vicepresidenza. Massone, fu Gran maestro della Gran Loggia di New York dal 1820 al 1822.